# یلنا کارله‌اوشا
یلنا کارله‌اوشا توشیچ (سیریلیک صربی: Јелена Карлеуша Тошић؛ زاده ۷ اوت ۱۹۸۷) که به طور حرفه‌ای با نام پیش از ازدواجش یلنا کارله‌اوشا شناخته می‌شود، خواننده پاپ، شخصیت تلویزیونی، مقاله‌نویس پیشین و فعال حقوق بشر صرب است. وی هم‌اکنون یکی از محبوب‌ترین خوانندگان در بالکان است و میلیون‌ها آلبوم از او در آن منطقه به فروش رفته است.